# Salminus
Salminus  ist eine Gattung von Fischen aus der Ordnung der Salmlerartigen (Characiformes). Sie umfasst sechs Arten, die in den großen Flüssen des tropischen Südamerikas vorkommen. Sie leben im Amazonas, Santiago, Río Paraná, Río Paraguay, Río Chapare, Río Mamoré, Rio São Francisco, Rio Tocantins und im Orinoco. Salminus-Arten werden sowohl von kommerziellen Fischern als auch von Sportanglern häufig gefangen.

## Merkmale
Die Arten der Gattung Salminus sind Lachs-ähnliche Fische mit langgestreckter, spindelförmiger Gestalt und vollständiger Seitenlinie. Sie erreichen eine Körperlänge von 15 bis 75 Zentimetern. Ihre Körpergrundfarbe ist silbrig-grün. Am Schwanzende befindet sich ein schwarzer Fleck, der zum Streifen verlängert die Schwanzflosse zweiteilt.

## Lebensweise
Die Salminus-Arten leben jägerisch und ernähren sich vorwiegend von anderen Fischen. Während der Regenzeit unternehmen sie ausgedehnte Wanderungen zu den Laichgründen.

## Systematik
- Gattung Salminus Agassiz in Spix & Agassiz, 1829
  - Salminus affinis Steindachner, 1880
  - Dourado (Salminus brasiliensis Cuvier, 1816)
  - Salminus franciscanus Lima & Britski, 2007
  - Salminus hilarii Valenciennes, 1850
  - Salminus iquitensis (Nakashina, 1941)
  - Salminus santosi Lima, 2022